# Cliche Love Song
A Cliche Love Song (magyarul: Klisé szerelmes dal) egy dal, amely Dániát képviselte a 2014-es Eurovíziós Dalfesztiválon. A dalt a dán Basim adta elő angolul.
A dal a 2014. március 8-án rendezett tízfős dán nemzeti döntőben nyerte el az indulás jogát, ahol a zsűri és a nézői szavazatok együttesen alakították ki a végeredményt.
Az Eurovíziós Dalfesztiválon a dalt a május 10-én rendezett döntőben adták elő fellépési sorrendben huszonharmadikként. A szavazás során 74 pontot szerzett, ez a 9. helyet jelentette a huszonhat fős mezőnyben.

## A kislemez dalai és formátuma
- Digitális letöltés

1. Cliche Love Song – 3:01

## Slágerlistás helyezések
| Ország              | Helyezés |
| ------------------- | -------- |
| Dánia (Tracklisten) | 2        |

## Lásd még
- Basim
- 2014-es Eurovíziós Dalfesztivál